# Acacia glomerosa
Acacia glomerosa é uma espécie de leguminosa do gênero Acacia, pertencente à família Fabaceae.